# Marc Mboua
Marc Mboua (Yaoundé, 26 februari 1987) is een Kameroens voetballer die als aanvaller speelt. Als international was hij tussen 2008 en 2009 actief voor het Kameroens Olympisch voetbalelftal.

## Clubvoetbal
Als kind leerde Mboua het voetballen op straat. Samen met zo'n driehonderd jongens probeerde hij op 13-jarige leeftijd zich in de kijker te spelen van een professionele voetbalschool via een talentendag. De jonge speler slaagde hierin. Het opleidingsinstituut Elpida de Yaoundé, die financieel gerund werd door een buitenlandse eigenaar, trok echter veel onbetrouwbare voetbalmakelaars aan. Na bij Racing FC Bafoussam te hebben getekend, zou Mboua daar uiteindelijk slechts één seizoen spelen. Met Bafoussam zou Mboua deelnemen aan een Zweeds toernooi op het Europese vasteland, maar na een overstap in Mali kwamen ze nooit aan in Zweden en werd de arme jonge voetballer aan zijn lot overgelaten. In Mali ging hij uiteindelijk op zoek naar een nieuwe voetbalclub, en kwam vervolgens terecht bij AS Real Bamako.

### AS Real Bamako
Twee seizoenen lang speelde Mboua in het zwart-wit van AS Real Bamako, een club dat uitkomt in de Malien Première Division, de hoogste voetbalafdeling in Mali. Hier speelde hij onder meer samen met Malinees international Boubacar Koné. In de twee seizoen waarin Mboua actief was voor de club uit Bamako, werden er geen prijzen gewonnen. Wel werd hij tweede op de nationale topscorerslijst met 13 goals en won hiermee de Zilveren schoen-trofee als vice-topscorer. Hiermee wist de jonge talentvolle aanvaller de aandacht te trekken van Al-Zamalek, een van de beste en meest succesvolle clubs van Egypte en Afrika.

### Al-Zamalek
In 2004 wordt hij binnengehaald bij de Noord-Afrikaanse topclub Al-Zamalek, waar hij zou spelen onder leiding van de trainer Dragoslav Stepanović. Met Al-Zamalek doet Mboua veel voetbalervaring op en komt hij uit in de Arabische Champions League. Ook wint hij met deze club het internationale Gouverneur van Alexandrië-toernooi en wordt zelfs topscoorder van dit toernooi. Toch zou hij slechts één seizoen voor de club uit Caïro voetballen, aangezien gedurende het seizoen zijn schouder diverse malen uit de kom raakte en hij geen medische zorg kreeg. Daarbij ontving hij geen salaris meer en werd zijn paspoort niet meer teruggegeven. Na de FIFA te hebben ingeschakeld en tijdens het seizoen 2006/2007 vooral te hebben geprocedeerd, mocht hij vertrekken. Hij vertrok samen met zijn echtgenote Sophie, een Française die hij had leren kennen in Caïro, naar Frankrijk om te spelen bij SC Feignies. Bij deze club hoopt Mboua een nieuwe start te maken in zijn carrière.

### SC Feignies
De Franse club SC Feignies werd in 2006 de eerste Europese club voor Mboua. Ondanks twee persoonlijke goede seizoenen bij de vijfdeklasser, worden de zwarte voetballers als zondebok aangewezen voor de slechte resultaten en wordt Mboua door de club en diens supporters gedwongen te vertrekken. De voormalige PSV’er Adick Koot tipte zijn voormalige ploeggenoot Jurrie Koolhof, die op dat moment actief was als trainer van Cambuur Leeuwarden. In juni 2007 haalt de Nederlandse club SC Cambuur-Leeuwarden de Olympisch international binnen. De aanvaller uit Kameroen tekent in Friesland een contract voor twee jaar, met een optie voor een derde seizoen.

### Cambuur Leeuwarden

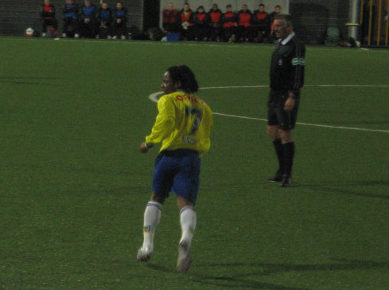
Mboua in het shirt van SC Cambuur.

Bij Cambuur heeft Mboua weinig tijd nodig om zich aan te passen. In de eerste zes competitiewedstrijden maakt de aanvaller al 4 doelpunten. Ook in de eerste bekerwedstrijd (1-0) tegen het AZ van Louis van Gaal is Mboua er persoonlijk mede voor verantwoordelijk geweest dat Cambuur tot ieders verrassing de Alkmaarse club uitschakelde voor het nationale bekertoernooi. Met zijn goed voorbereidend werk zorgde de snelle Mboua ervoor dat Sandor van der Heide in grote scoringspositie kwam. Na een mooie solo van de Kameroense voetballer, kon zijn teamgenoot Rachid El Khalifi uiteindelijk 10 minuten voor tijd de beslissende 1-0 kon maken. Spelersmakelaar Adick Koot zei na de wedstrijd: "De bekerstunt tegen AZ was voor zeventig procent op zíjn conto te schrijven". Ondanks een blessure in de winter, groeide Mboua gedurende het seizoen uit tot een populaire speler en liefkozend wordt hij door de supporters "De swarte pearel" genoemd. Door opvallend spel in de eerste seizoenshelft wordt de aanvaller nadrukkelijk gevolgd door topclubs uit binnen- en buitenland, waaronder RSC Anderlecht, Chelsea FC, Tottenham Hotspur, Lille OSC, Feyenoord, Ajax en AZ Alkmaar. Hoewel Mboua ervan droomt op het allerhoogste niveau te kunnen uitkomen, vond hij het nog te vroeg voor een vertrek en verlengd hij zijn contract met 2 jaar bij Cambuur Leeuwarden. Op het supportersfeest werd de publiekslieveling uitgeroepen tot beste speler van het seizoen 2007/2008. Na een uitstekend seizoen ontvangt de behendige aanvaller van Cambuur ook een invitatie voor deelname aan de Olympische Zomerspelen met Kameroen.
Door deelname aan de Olympische Spelen, moet Mboua de voorbereidingen en de eerste wedstrijden van het seizoen 2008/2009 missen. Hierdoor raakte Mboua enigszins uit de gratie en na een trainerswissel bij Cambuur werd het niet meer vanzelfsprekend dat hij als basisspeler startte. De 21-jarige aanvaller, die vooral als vleugelspeler korte invalbeurten kreeg, stapte dan ook naar de clubleiding met het verzoek om verhuurd te worden. De club zou hiervoor open staan, indien zijn situatie niet veranderde.
Nadat de hoofdtrainer Stanley Menzo aan het begin van het seizoen 2009/10 kenbaar maakt dat de spits nauwelijks in zijn plannen past, wordt besloten Mboua voor één seizoen te verhuren aan Fortuna Sittard. Cambuur bedwong echter bij de huurovereenkomst dat Mboua niet namens Fortuna in actie zal komen tegen de Leeuwarders. In Limburg zal Mboua weer de grote vorm van welleer moeten hervinden.

### Fortuna Sittard
Op 1 september 2009 tekende Marc Mboua een huurovereenkomst voor één jaar bij Fortuna Sittard. Bij de tijdelijke overgang had Cambuur echter bedongen dat de Kameroener niet zou aantreden tegen zijn Friese werkgever. Op 8 september werd bekendgemaakt dat dergelijke afspraken niet zijn toegestaan door de KNVB, waarna deze afspraak geschrapt werd. "Ik hoop dat er een soort herenakkoord bestaat tussen Fortuna en ons. Stel je voor hij speelt en hij maakt twee doelpunten.” zei Cambuur-voorzitter Alex Pama in Dagblad de Limburger.
Op 4 september debuteert Mboua voor Fortuna in de competitiewedstrijd tegen AGOVV Apeldoorn (2-2 gelijkspel). Hij kwam daarbij in de 71e minuut binnen de lijnen als invaller voor Dino Peltjo. Hoewel Mboua nog niet fit was om een hele wedstrijd te spelen, keek de hoofdtrainer Roger Reijners tevreden terug over het debuut van de Kameroener.

### Egypte, Libië, Frankrijk
Mboua speelde vervolgens in Egypte voor Union Alexandria SC, Smouha SC en Telefonat Beni Sweif SC. Na een korte periode in Libië bij Al-Hilal SC uit Benghazi en een korte terugkeer in Egypte bij El-Entag El-Harby SC speelde hij sinds de zomer van 2014 voor de Franse amateurclub Toulouse Rodéo FC. In augustus 2015 tekende hij een contract bij FC Aurillac Arpajon Cantal Auvergne dat uitkomt in de CFA 2. Nadat hij enkele maanden zonder club zat sloot Mboua in oktober 2016 aan bij AS Muret dat uitkomt in de DH Midi-Pyrénées. Daar speelde hij tot medio 2018.

## Interlands

### Kameroen -21
Bij het Kameroens elftal -21 kende Mboua een periode die voor hem relatief succesvol is. De jonge aanvaller maakt in 8 jeugdinterlands 5 doelpunten en weet zich in 2007 met het Kameroens jeugdelftal te kwalificeren voor Olympische Zomerspelen van 2008. Na een sterk seizoen met Cambuur werd Mboua opgeroepen om met Kameroen deel te nemen aan de Olympische Spelen in Peking. In het jeugdelftal verkeert hij in gezelschap met onder meer Alexandre Song, Franck Songo'o en Serge N'Gal.
Voordat de Spelen plaatsvonden, nam hij eerst met Kameroen deel aan de ING Cup, een preolympisch toernooi ter voorbereiding voor het grote toernooi. Tijdens het preolympisch toernooi was onder meer Nederland de tegenstander van de Ontembare Leeuwen. Na dit toernooi heeft Kameroen nog vijf dagen voor de aftrap van de eerste groepswedstrijd tegen Zuid-Korea.
Nadat Kameroen tweede werd in de groepsfase, kwalificeerde het zich voor de kwartfinale. Hier verloor het elftal van Brazilië in de verlenging met 2-0, na 0-0 te hebben gespeeld in de reguliere speeltijd.

## Statistieken
| Voetbalclub         | Seizoen          | Kampioenschap     | Competitie | Competitie | Beker  | Beker | Continentaal | Continentaal | Overig | Overig | Totaal | Totaal |
| Voetbalclub         | Seizoen          | Kampioenschap     | Wedstr     | Goals      | Wedstr | Goals | Wedstr       | Goals        | Wedstr | Goals  | Wedstr | Goals  |
| ------------------- | ---------------- | ----------------- | ---------- | ---------- | ------ | ----- | ------------ | ------------ | ------ | ------ | ------ | ------ |
| AS Real Bamako      | 2003/04          | Première Division | 26         | 13         | 4      | 3     | -            | -            | 0      | 0      | 30     | 16     |
| Al-Zamalek          | 2004/05          | Premier League    | 21         | 5          | ?      | ?     | ?            | ?            | ?      | ?      | 21     | 5      |
| Al-Zamalek          | 2005/06          | Premier League    | 0          | 0          | 0      | 0     | 0            | 0            | 0      | 0      | 0      | 0      |
| SC Feignies         | 2006/07          | Championnat 2     | 15         | 4          | 2      | 2     | -            | -            | 4      | 2      | 21     | 8      |
| SC Cambuur          | 2007/08          | Eerste Divisie    | 21         | 10         | 2      | 0     | -            | -            | 10     | 9      | 33     | 19     |
| SC Cambuur          | 2008/09          | Eerste Divisie    | 16         | 2          | 2      | 0     | -            | -            | 8      | 5      | 26     | 7      |
| Fortuna Sittard     | 2009/10          | Eerste Divisie    | 13         | 1          | 0      | 0     | -            | -            | 0      | 0      | 13     | 1      |
| Union Alexandria SC | 2010/11          | Premier League    | 22         | 3          | 1      | 0     | -            | -            | 0      | 0      | 23     | 3      |
| Smouha SC           | 2011/12          | Premier League    | 0          | 0          | 0      | 0     | -            | -            | 0      | 0      | 0      | 0      |
| Carrière totalen    | Carrière totalen | Carrière totalen  | 107        | 35         | 10     | 5     | 0            | 0            | 22     | 16     | 132    | 55     |

## Erelijst

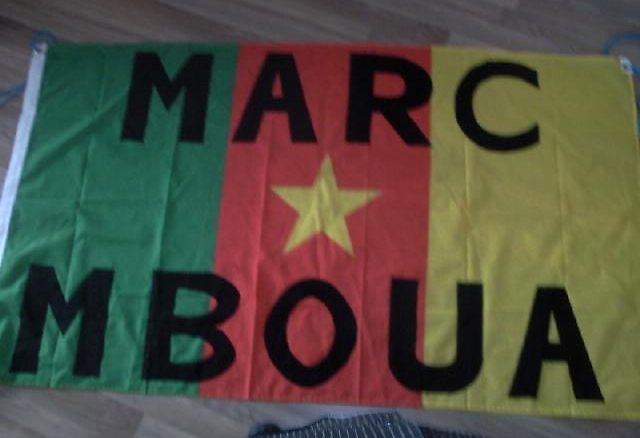
Een spandoek gemaakt door supporters van SC Cambuur-Leeuwarden.

### Met clubteams
- Halvefinalist Malinese beker: 2004 (AS Real Bamako)
- Halvefinalist CAF Champions League: 2005 (Al-Zamalek)
- Finalist Egyptische beker: 2006 (Al-Zamalek)

### Met Kameroen
- Winnaar Afrikaanse Spelen: 2007 (Kameroen -21)
- Deelname aan de Olympische Spelen: 2008 (Kameroen -21)

### Persoonlijke prijzen
- Malinese Zilveren schoen: 2004
- Topscorer Gouverneur van Alexandrië Cup: 2005
- Speler van het seizoen bij SC Cambuur: 2007/2008

## Bijnamen
- Zijn bijnaam "Buldo" komt voort uit zijn kinderjaren. Het is een verkort woord voor bulldozer. Deze bijnaam dankt hij aan zijn manier van voetballen tegen de andere kinderen, omdat de kleine voetballer ten koste van alles de bal wilde veroveren en hierbij de andere spelers van de bal zette. Hij werd vergeleken met een bulldozer die alles van zijn weg verwijderde.
- De bijnaam "De swarte pearel" heeft Mboua gekregen van de Cambuur-supporters en de Friese media in het seizoen 2007/2008. De Kameroense aanvaller groeit gedurende zijn verblijf in Leeuwarden uit tot een belangrijke en populaire speler en wordt daarom liefkozend door de supporters "De swarte paerel" genoemd, met een lichte verwijzing naar de legendarische Afrikaanse voetballer Steve Mokone.
- De bijnaam "Bouma" komt voort uit een veel voorkomende Friese en Leeuwarder achternaam. De bijnaam Mark Bouma is een vernederlandste naam van Marc Mboua en wordt door de supporters van Cambuur liefkozend toegepast.

## Privé
Mboua is getrouwd met Sophie, die hij in Caïro heeft leren kennen tijdens zijn periode als voetballer in Egypte. Samen met haar heeft hij één dochter, genaamd Mélissa. Mélissa was te zien in het algemene introfilmpje op Cambuur-tv gedurende het seizoen 2007/2008. Op basis van het burgerlijk huwelijk bezit hij ook de Franse nationaliteit.

## Muziek
De bevriende diskjockey DJ Sergio bracht op 18 april 2007 het nummer "Buldo" uit. Dit nummer is een eerbetoon aan Mboua, diens gezin en gaat over de hindernissen in zijn carrière, zijn voetbalkwaliteiten en steun van zijn vrouw en dochter.